# Aufidus hyalinipennis
Aufidus hyalinipennis är en insektsart som först beskrevs av Schmidt 1910.  Aufidus hyalinipennis ingår i släktet Aufidus och familjen spottstritar. Inga underarter finns listade i Catalogue of Life.